# Barragem de Atatürk

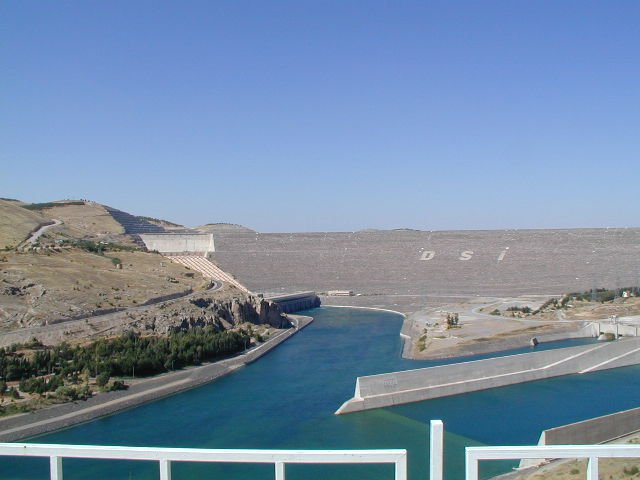
Vista aérea da barragem de Atatürk

A barragem de Atatürk (em turco: Atatürk Barajı), originalmente barragem de Carababa, é uma represa de enrocamento situada no rio Eufrates, na fronteira das províncias de Adıyaman e Adıyaman, na região do Sudeste da Anatólia, na Turquia. Construída tanto para gerar eletricidade como para irrigar as planícies da região, recebeu posteriormente o nome de Mustafa Kemal Atatürk (1881-1938), fundador da República da Turquia, como forma de homenageá-lo com a enormidade da obra.
A construção da represa se iniciou em 1983, e foi terminada em 1990. Tanto a represa quanto a usina hidrelétrica que entrou em serviço logo depois que o reservatório foi completamente preenchido, em 1992, são operadas pela empresa estatal de recursos hídricos, Devlet Su İşleri Genel Müdürlüğü (DSİ). O reservatório criado atrás da represa, conhecido como lago da Represa Atatürk (em turco:  Atatürk Baraj Gölü) é o terceiro maior da Turquia.